# Aartsbisdom San Salvador
Het aartsbisdom San Salvador (Latijn: Archidioecesis Sancti Salvatoris in America) is een rooms-katholiek aartsbisdom met als zetel San Salvador, de hoofdstad van El Salvador. De aartsbisschop van San Salvador is metropoliet van de kerkprovincie San Salvador, waartoe ook de suffragane bisdommen Chalatenango, San Miguel, Santa Ana, Santiago de María, San Vicente, Sonsonate en Zacatecoluca behoren.

## Geschiedenis
Het aartsbisdom werd opgericht op 28 september 1842, als het bisdom San Salvador, uit delen van het aartsbisdom Guatemala, en was suffragaan aan het aartsbisdom Guatemala. Op 11 februari 1913 werd het verheven tot metropolitaan aartsbisdom. 
Het verloor meermaals gebied bij de oprichting van de bisdommen Santa Ana (1913), San Miguel (1913), San Vicente (1943) en Chalatenango (1987). 

## Parochies
Het aartsbisdom had in 2022 een oppervlakte van 3.296 km2 en telde 3.101.000 inwoners waarvan 55,0% rooms-katholiek was.

## Ordinarii

### Bisschoppen
- José de Viteri y Ungo (27 januari 1843 - 5 november 1849)
- Tomás Miguel Pineda y Saldaña (10 maart 1853 - 6 augustus 1875; hulpbisschop sinds 3 juli 1848)
  - Mariano Ortiz y Urruela (coadjutor: 25 juni 1866 - 6 juni 1873)
- José Luis Cárcamo y Rodríguez (6 augustus 1875 - 12 september 1885; coadjutor sinds 6 maart 1871)

### Aartsbisschoppen
- Antonio Adolfo Pérez y Aguilar (bisschop: 13 januari 1888, aartsbisschop: 11 februari 1913 - 17 april 1926)
  - Santiago Ricardo Vilanova y Meléndez (hulpbisschop: 1 augustus 1913 - 15 januari 1915)
- José Alfonso Belloso y Sánchez (22 december 1927 - 9 augustus 1938; hulpbisschop sinds 18 december 1919)
- Luis Chávez y González (1 september 1938 - 3 februari 1977)
  - Pedro Arnoldo Aparicio y Quintanilla (hulpbisschop: 22 februari 1946 - 27 november 1948)
  - Rafael Valladares y Argumedo (hulpbisschop: 18 augustus 1956 - 31 augustus 1961)
  - José Eduardo Alvarez Ramírez (hulpbisschop: 7 oktober 1965 - 9 december 1969)
- Oscar Arnulfo Romero y Galdamez (3 februari 1977 - 24 maart 1980; hulpbisschop: 25 april 1970 - 15 oktober 1974, heilig verklaard in 2018)
  - Marco René Revelo Contreras (hulpbisschop: januari 1978 - 25 februari 1981)
  - Gregorio Rosa Chávez (hulpbisschop: 17 februari 1982 - 4 oktober 2022, kardinaal in 2017)
- Arturo Rivera Damas (28 februari 1983 - 26 november 1994; hulpbisschop: 30 juli 1960 - 19 september 1977)
- Fernando Sáenz Lacalle (22 april 1995 - 27 december 2008)
- José Luis Escobar Alas (27 december 2008 - heden)
  - Óscar Álvarez Orellana (hulpbisschop: 16 december 2023 - heden)

## Galerij van afbeeldingen

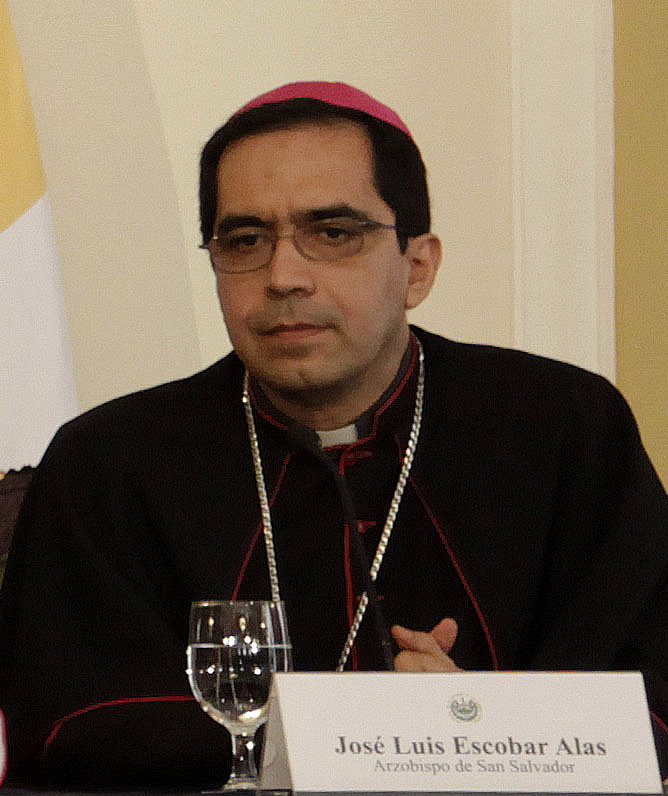
Aartsbisschop José Luis Escobar Alas (2008-heden)
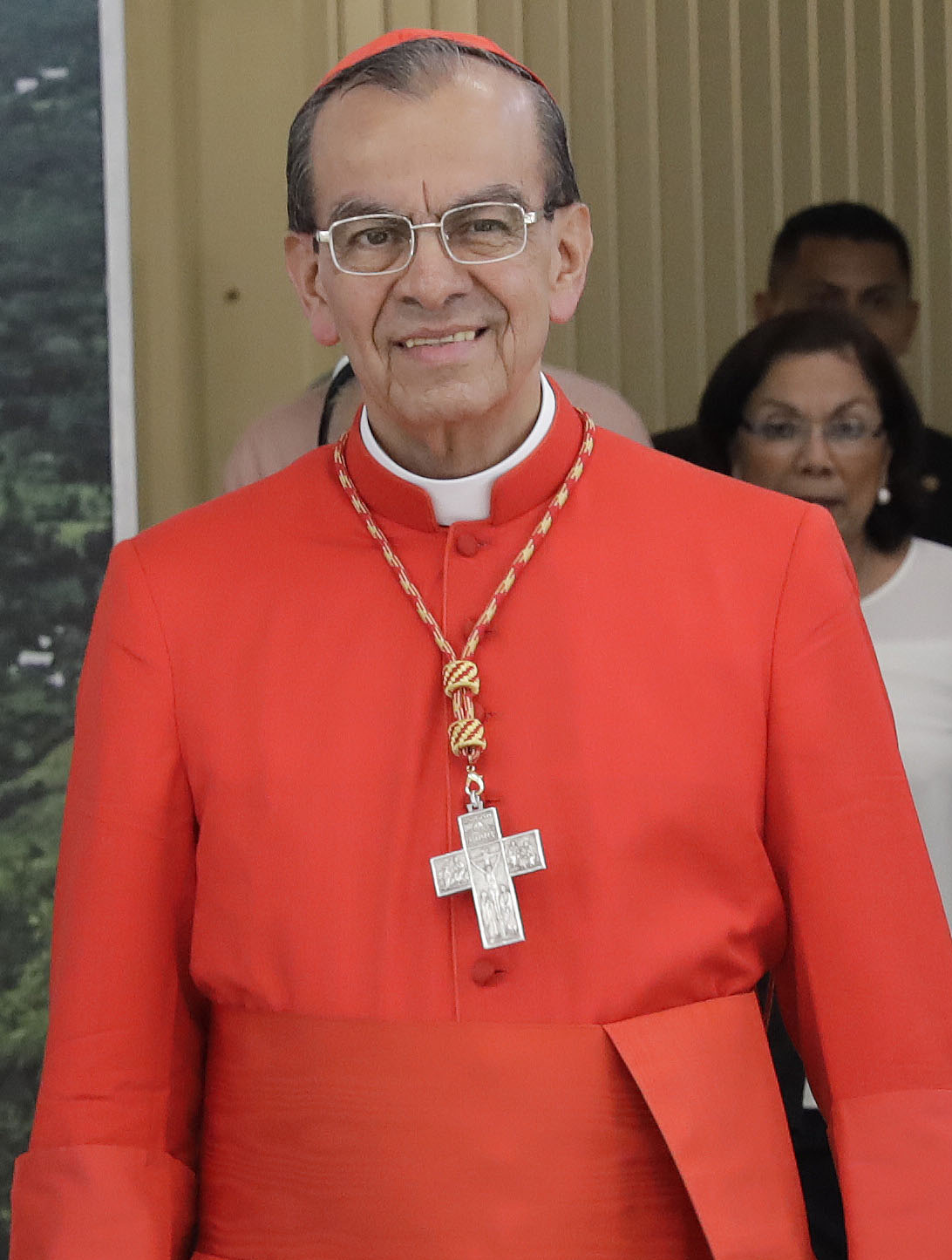
Hulpbisschop Gregorio Rosa Chávez (1982-2022), kardinaal in 2017
Bisschop José de Viteri y Ungo (1843-1849), de eerste bisschop
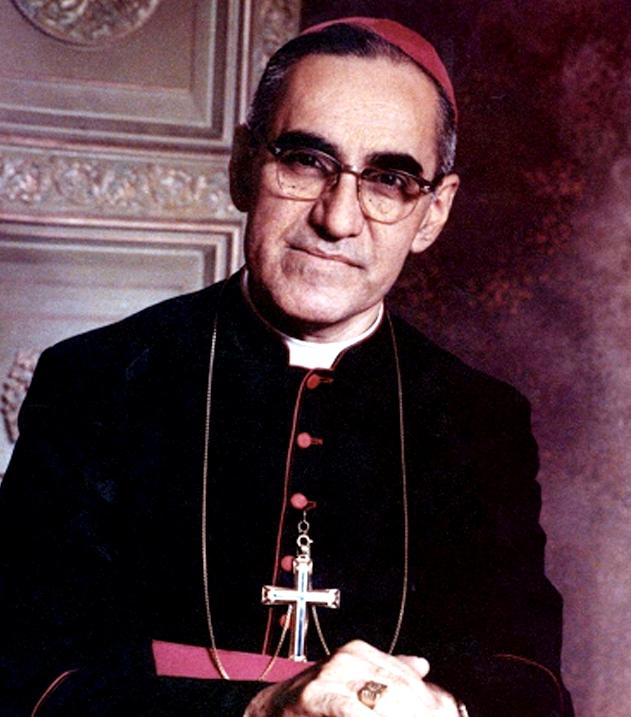
Aartsbisschop Óscar Romero (1977-1980), heilig verklaard in 2018